# Simplocaria inflata
Simplocaria inflata là một loài bọ cánh cứng trong họ Byrrhidae. Loài này được Leconte miêu tả khoa học năm 1868.